# Парламентские выборы в Монголии (2000)
Парламентские выборы в Монголии 2000 года прошли 2 июля, явка на выборах составила 82,4 %. Перед выборами было отклонено предложение, согласно которому число мест в парламенте планировалось сократить до 26, в выборах участвовало более 600 кандидатов от 13 партий, трёх коалиций и независимые кандидаты.

## Кампания
В ходе избирательной кампании больше всего внимания уделялось экономике из-за медленного роста этого показателя. Несмотря на ряд мер принятых Демократическим союзом (введение пятидневной рабочей недели, отмена государственного контроля над СМИ и снижение инфляции), многое омрачало работу власти. За четыре года в стране смнилось 5 премьер-министров (один из низ был временно исполняющим обязанности), три депутата парламента были посажены в тюрьму из-за коррупционных скандалов, а один из членов кабинета министров был убит. Попытки реформации экономики привели к росту безработицы до 50 % в некоторых городах, к 2000 году треть населения Монголии жила за чертой бедности, многие кочевые семьи лишились средств к существаванию из-за самой суровой зимы за тридцатилетний период. Всё это играло против демократов.

## Распределение электората
Результаты партий сильно варьировались от региона к региону. Так МНРП получала от 70,5 % в Булгане до 38,8 % в Дундгове, Демократический союз получил от 37,3 % во втором регионе до 3,7 % в Булгане. Третья по силе партия, МДНСП имела минимальную поддержку в Дундгове (5,3 %) до 18,9 % в Говь-Сумбэре. Малые партии наибольшего успеха добились в Дорноде, там они суммарно полуичили 29,9 %.

## Результаты
На выборах с большим преимуществом победила оппозиционная Монгольская народно-революционная партия, правящая же партия — Демократический союз получила 1 место из 76.
| Партия                                                    | Места | Изменение    | Процент | Изменение |
| --------------------------------------------------------- | ----- | ------------ | ------- | --------- |
| Монгольская народно-революционная партия                  | 72    | ▲ 47         | 51,64 % | ▲ 12,95 % |
| Демократический союз                                      | 1     | ▼ 49         | 13,35 % | ▼31,61 %  |
| Монгольская демократическая новая социалистическая партия | 1     | ▲1 (Нп)      | 11,03 % | ▲ 11,03 % |
| Монгольская социал-демократическая партия                 | 0     | новая партия | 9,14 %  | ▲ 9,14 %  |
| Монгольская республиканская партия                        | 0     | новая партия | 4,19 %  | ▲4,19 %   |
| Гражданская воля-Зелёная партия Монголии                  | 1     | ▲ 1 (Нп)     | 3,61 %  | ▲3,61 %   |
| Прочие                                                    | 0     | ▼1           | 4,11 %  | ▼4,79 %   |
| Независимые                                               | 1     | ▲1           | 2,93 %  | ▼0,15 %   |
| Исп./нед. бюл.                                            | -     | -            | -       | -         |
| Всего                                                     | 76    | ▬0           | 100 %   | ▬0 %      |
| Источник:                                                 |       |              |         |           |